# Колюшин, Евгений Иванович
Евге́ний Ива́нович Колю́шин (род. 8 октября 1947, Череповец, Вологодская область) — советский и российский юрист, доктор юридических наук (1985), профессор (1987), заслуженный юрист Российской Федерации, член Центральной избирательной комиссии РФ (с 1994).

## Биография
Родился 8 октября 1947 года в Череповце Вологодской области. По окончании школы два года проработал автослесарем.
В 1966 году поступил на юридический факультет МГУ им. М. В. Ломоносова и окончил его в 1971 году. После окончании аспирантуры МГУ стажировался в университетах Германии. В 1974 году защитил кандидатскую диссертацию «Компетенция местных Советов в области народнохозяйственного планирования».
В 1974—1987 годах — ассистент, старший преподаватель, декан, профессор, заведующий кафедрой Ивановского государственного университета. В 1985 году защитил докторскую диссертацию «Местные органы народного представительства европейских социалистических стран: основные государственно-правовые проблемы».
В 1987—1991 годах — старший научный консультант, старший референт Группы научных консультантов при Президиуме Верховного Совета СССР, заведующий отделом по вопросам законодательства и правопорядка Секретариата Верховного Совета СССР.
В 1991—1994 годах работал в юридических службах Международного финансового объединения Менатеп и банка Менатеп. Одновременно с 1991 года — профессор кафедры конституционного и муниципального права юридического факультета МГУ.
В 1994—1999 годах — профессор, заведующий кафедрой правовых основ управления Института государственного управления и социальных исследований МГУ, был одним из организаторов факультета государственного управления МГУ. Читал курсы «Актуальные проблемы избирательного права России», «Избирательное право и избирательный процесс в РФ», «Конституционное право», «Введение в государственное право Германии», «Муниципальное право России», «Избирательное право».
В 1994—2021 годах семь раз назначался членом Центральной избирательной комиссии РФ от Государственной Думы. С апреля 1999 года работает в Центризбиркоме РФ на постоянной основе.
До 2010 года Е. И. Колюшин не состоял в КПРФ, но являлся коммунистом по убеждениям. В настоящее время — член ЦК КПРФ.
Автор около 100 научных трудов по проблемам конституционного, муниципального, финансового и гражданского права. Участвовал в подготовке ряда законопроектов СССР, избирательных законов РФ, проектов нормативных актов ЦИК РФ по вопросам избирательных фондов.
Женат, имеет дочь и внука. Увлекается лыжами, пешими прогулками. Владеет немецким языком.

## Резонансные инициативы
В 2008 году Евгений Колюшин в качестве свидетеля выступил на процессе по иску КПРФ к Центризбиркому об отмене результатов выборов в Госдуму.
В 2011 году на заседании Центризбиркома Колюшин выступил против кандидатуры В. Чурова на пост председателя Центризбиркома.
Известен публикацией по итогам выборов президента РФ 2012 года особого мнения, в котором подробно описал многочисленные нарушения в предвыборный период и в ходе самих выборов.
25 декабря 2017 года участвовал в заседании ЦИК РФ № 118 и поддержал проект Бориса Эбзеева с отказом в регистрации инициативной группы по выдвижению Алексея Навального кандидатом в президенты РФ.
При проведении президентских выборов в 2018 году, Евгений Колюшин отметил, что имели место многочисленные нарушения — и выразил своё особое мнение по этому поводу:
- Несправедливое распределение эфирного времени в СМИ;
- Некорректное и неравноправное участие кандидатов в дебатах и т. п.;
- Государство искусственно стимулировало повышение явки избирателей на выборы так, что фактически для многих работников бюджетной сферы этот день стал рабочим (без соответствующих выплат);
- В. Путин находился в привилегированном положении по сравнению с другими кандидатами в отношении информирования избирателей на телеканалах;
- Не проводились предусмотренные законом дискуссии и круглые столы, что ограничило конституционное право граждан на доступ к информации;
- Имели место отказы в назначении по одному члену избирательной комиссии с правом совещательного голоса — от партий, от которых были зарегистрированы кандидаты;
- Не проводился контрольный пересчёт бюллетеней при широкомасштабном использовании КОИБов;
- ЦИК не проводил добросовестного и объективного рассмотрения жалоб на нарушения.

На основании изложенного Евгений Иванович заключил, что результаты выборов, объявленные ЦИК, получены в том числе, за счёт нарушения принципа свободных выборов.

## Санкции
С 9 декабря 2022 года, за поддержку российской военной агрессии против Украины и проведение «референдумов» на оккупированных территориях Украины, находится под санкциями США. Власти страны отмечают что «ЦИК России помогал контролировать фиктивные референдумы, проведенные в районах Украины, контролируемых Россией, которые изобиловали случаями явного принуждения и запугивания избирателей». По аналогичному основанию находится под санкциями Украины, Австралии и Новой Зеландии.
18 декабря 2023 года попал под санкции стран Евросоюза как ответственный «за организацию незаконных референдумов в 2022 году и незаконных выборов в сентябре 2023 года на оккупированных территориях Украины, пытаясь таким образом узаконить российскую агрессивную войну на этих территориях».